# Naša Gospa Ljeviška
Naša Gospa Ljeviška ali Gospa Ljeviška (srbsko Црква Богородица Љевишка ali Богородица Љевишка) je srbska srednjeveška cerkev v Prizrenu, Kosovo,  nadrabina srbskega kralja Stefana Milutina. Zgrajena je bila v letih 1306 in 1307 na ostankih starejše stolne cerkve iz 13. stoletja, ta pa je bila zgrajena na ostankih še starejše zgodnjekrščanske cerkve. Več stoletij je bila stolnica prizrenskih škofov in metropolita Srbske pravoslavne cerkve.
V strokovni književnosti in leposlovju ima pridevek k imenu cerkve dve osnovni obliki, najpogosteje Ljeviška in znatno redkeje Leviška. O poreklu in pomenu pridevka obstaja več mišljenj in domnev. V srednjeveških srbskih virih iz 14. stoletja obstaja krajevno ime Ljeviša, ki priča o posestih Prizrenske škofije.

## Ime
V času Stefana Milutina se je cerkev uradno imenovala Naša Gospa Ljeviška, vendar so jo običajno imenovali cerkev sv. Petke. To ime so poznali in Albanci kot Shën Premte in Srbi kot Sveta Petka. Ko je bila cerkev preurejena v mošejo,  je bila znana kot Çuma Çami (albansko Xhuma Xhami, srbsko Џума-џамија, Džuma-džamija), se pravi Petkina mošeja, čeprav se je uradno imenovala mošeja Mehmeda Fatiha. Ime "Ljeviška" je srbizirana različica grške besede Eleusa (Ελεούσα) ali glikofilusa, ki pomeni »tip nežne, intimne, materinske Marije«, in pomeni tudi način upodabljanja Device Marije na ikonah, na katerih  se mali Jezus Kristus naslanja na njeno lice.

## Zgodovina
Sedanja cerkev, posvečena prazniku Marijinega vnebovzetja, ki jo je na začetku  14. stoletja zgradil srbski kralj Stefan Uroš II. Milutin (vladal 1282—1321), stoji na mestu stolnice, katere ostanke so odkrili med obsežnimi restavratorskimi in raziskovalnimi deli v letih 1950-1952.  Prva cerkev je bila po strokovnih ocenah zgrajena najkasneje v 10. stoletju. Pomembna zgodovinska prelomnica je bilo obdobje neposredno po letu 1018, ko je Prizren ponovno pripadel Bizantinskemu cesarstvu. V listini bizantinskega cesarja Bazilija II. (vladal 976—1025) iz leta 1019 o ureditvi Ohridske nadškofije, je bila kot njena petnajsta škofija omenjena Prizrenska škofija.  V 11. in 12. stoletju se je arhierejska katedra prizrenskih škofov nahajala prav v tej cerkvi. Po ustanovitvi avtokefalne srbske nadškofije leta 1219 je bila vanjo vključena tudi Prizrenska škofija, stara cerkev pa je obdržala vlogo stolnice. Stara cerkev je bila triladijska bazilika s tremi apsidami na vzhodni in narteksom na zahodni strani. Pred vhodom je bila veranda.
Med preurejanjem v 14. stoletju je bila glavna ladja prezidana v petkupolno celoto, bočni ladji pa v ambulatorij. Takšna zasnova je bila v bizantinski arhitekturi vidna že v cerkvi Solunskih apostolov, ki je imela obliko grškega križa s petimi kupolami in tremi ladjami na prednji strani in bočnih straneh. Namesto verande je bil zgrajen dvonadstropni zunanji narteks. Od stare cerkve so se obdržali samo bočni zidovi. Osrednja kupola stoji na štirih stebrih, medtem ko so stranske kupole postavljene diagonalno. Zidovi so zidani izmenično z opeko in kamnom. Zunanji videz so poživila dvojna in trojna okna in niše. Obnovo cerkve sta vodila mojstra Nikola (arhitektura) in Astrapa (poslikave), kar je razvidno iz napisa v preddverju. 
Najstarejše ohranjene freske so iz tretjega desetletja 13. stoletja. Na njih so upodobljeni Svatba v Kani Galilejski, Ozdravitev slepca in Mati Božja z Jezusom. Prvi dve sta shranjeni v Galeriji fresk v Narodnem muzeju v Beogradu, tretja pa je na južnem stolpiču južne cerkvene ladje. Druge freske v cerkvi Naše Gospe Ljeviške so iz 14. stoletja. Naslikal jih je mojster Mihail Astrapa s svojimi pomočniki v letih 1307 do 1313. Med njimi so cikli velikih praznikov, Kristusovih muk, čudežev in parabol ter portreti svetnikov in pomembnih srbskih zgodovinskih osebnosti (Štefan Nemanja,Sveti Sava, kralj Milutin). 
Po razglasitvi Srbskega patriarhata leta 1346 so dobili prizrenski škofi častni naslov metropolita, cerkev Naše Gospe Ljeviške pa status središča metropolije. Sredi 15. stoletja je prišel Prizren pod osmansko oblast, s čimer se je začelo novo obdobje zgodovine Prizrenske škofije in njene stolnice. Po obnovitvi Srbske patriarhije leta 1557 je bila vanjo ponovno vključena tudi Prizrenska škofija.
Širše območje Prizrenske škofije je zelo trpelo med vojnami v letih leta 1688—1690, 1716—1718 in 1737—1739. Zaradi velikih selitev Srbov iz Metohije in sosednjih pokrajin je postal položaj srbskih cerkvenih ustanov sčasoma zelo težak. Najkasneje sredi 18. stoletja je bila Naša Gospa Ljeviška preurejena v mošejo. To je zelo prizadelo srbske prebivalce Prizrena, kar dokazujejo zapisi iz leta 1756. Domneva se, da se je cerkev pretvorila v mošejo že mnogo prej, verjetno na samem začetku osmanske vladavine v Prizrenu, vendar to domnevo sprejema samo del strokovne srenje. S preureditvijo v mošejo je notranjost cerkve utrpela znatne poškodbe: freske so nasekali s kladivom in nato ometali in prebelili. Ponovno so bile odkrite med restavratorskimi deli v letih 1950-1952, njihovo restavriranje pa je trajalo do leta 1976.
V osmanskem obdobju ni bilo nobenih izgledov, da bi cerkev vrnili v prvotno stanje, zato je vlogo prizrenske stolnice prevzela stara cerkev sv. Jurija. Leta 1887 je bil sedež škofije  prenesen na novozgrajeno stolnico sv. Jurija, V spominu pravoslavnih Srbov pa je za stolnico še vedno veljala cerkev Naše Gospe Ljeviške. Po osvoboditvi Prizrena leta 1912 je bila Naša Gospa Ljeviška ponovno preurejena v cerkev, restavratorska dela pa so se zaradi izbruha prve svetovne vojne zavlekla do leta 1918.
Po prvi svetovni vojni se je pred cerkvene oblasti večkrat postavilo vprašanje njene vrnitve na položaj stolnice. Takšne vloge ni več dobila kljub obsežnim restavratorskim posegom v 20. stoletju. Vlogo stolnice je obdržala cerkev sv. Jurija, cerkev  Naše Gospe Ljeviške pa je obdržala častni položaj stare zborne cerkve.
Po  prihodu Natovih sil na Kosovo in Metohijo leta 1999 je bila cerkev pod zaščito nemških enot. Albanski vandali so nanjo kljub temu streljali in jo med marčevskimi pogromi 17. marca 2004 zažgali. 13. julija 2006 je bila cerkev vpisana na Unescov seznam svetovne dediščine kot del srednjeveških spomenikov na Kosovu. Vsi ti spomeniki so kljub temu ogroženi.

## Svetovna dediščina
Na Unescovem seznamu svetovne dediščine so kot Srednjeveški spomeniki na Kosovu štirje kraji na Kosovu in Metohiji: samostan Visoki Dečani, Pećka patriarhija, cerkev Naša Gospa Ljeviška in samostan Gračanica. Leta 2006 so bili zaradi težav pri upravljanju in politične nestabilnosti na Kosovu vsi štirje kraji uvrščeni na seznam ogrožene dediščine.

## Dokumentarni film
Bogorodica Ljeviška je naslov dokumentarnega TV filma iz serije Priče stoletij (srbsko Svedoci vekova), posnetega leta 1991 po scenariju dr. Gordane Babić in Petra Savkovića v režiji Dragoslava Bokana. Glasbo je komponiral Zoran Hristić.

## Galerija

### Freske
- Kralj Stefan Uroš II. Мilutin
- Freska kralja Milutina pred restavriranjem
- Коpija freske kralja Milutina
- Simeon Mirotvorec
- Stefan Prvovenčani
- Stefan Prvovenčani  z zlatimi orli na zelenem plašču
- Sveti Sava
- Dvoglavi orel
- Kristusovo kopanje; freska pred letom 2004,[32] ko so jo med marčevskimi pogromi poškodovali albanski ekstremisti
- Sveta Barbara